# Ян Бутрим
Ян Бутрим (лит. Jonas Butrimas, пол. Jan Butrym; пом. до 1428) — литовський боярин герба Топор. Маршалок господарський (1412–20), намісник смоленський (1422–23), перший відомий власник містечка Жирмуни. Один з адаптованих під час Городельської унії (1413). 

## Життєпис
Перша споминка Бутрима в джерелах сягає кінця XIV століття, коли межи 1387 й 1393 роками він поручився за неякогось Братоша Койлутовича. У тексті він фігурує під своїм патронімічним прізвищем Совичевич. Надалі згадується в історичних джерелах в 1407 р., але без жодних посад. В 1410 році він був у складі посольства короля Владислава II Ягайла до чеської Праги. У 1412 р. він виступив як маршалок господарський Вітовта, і обіймав цю посаду до кінця життя.

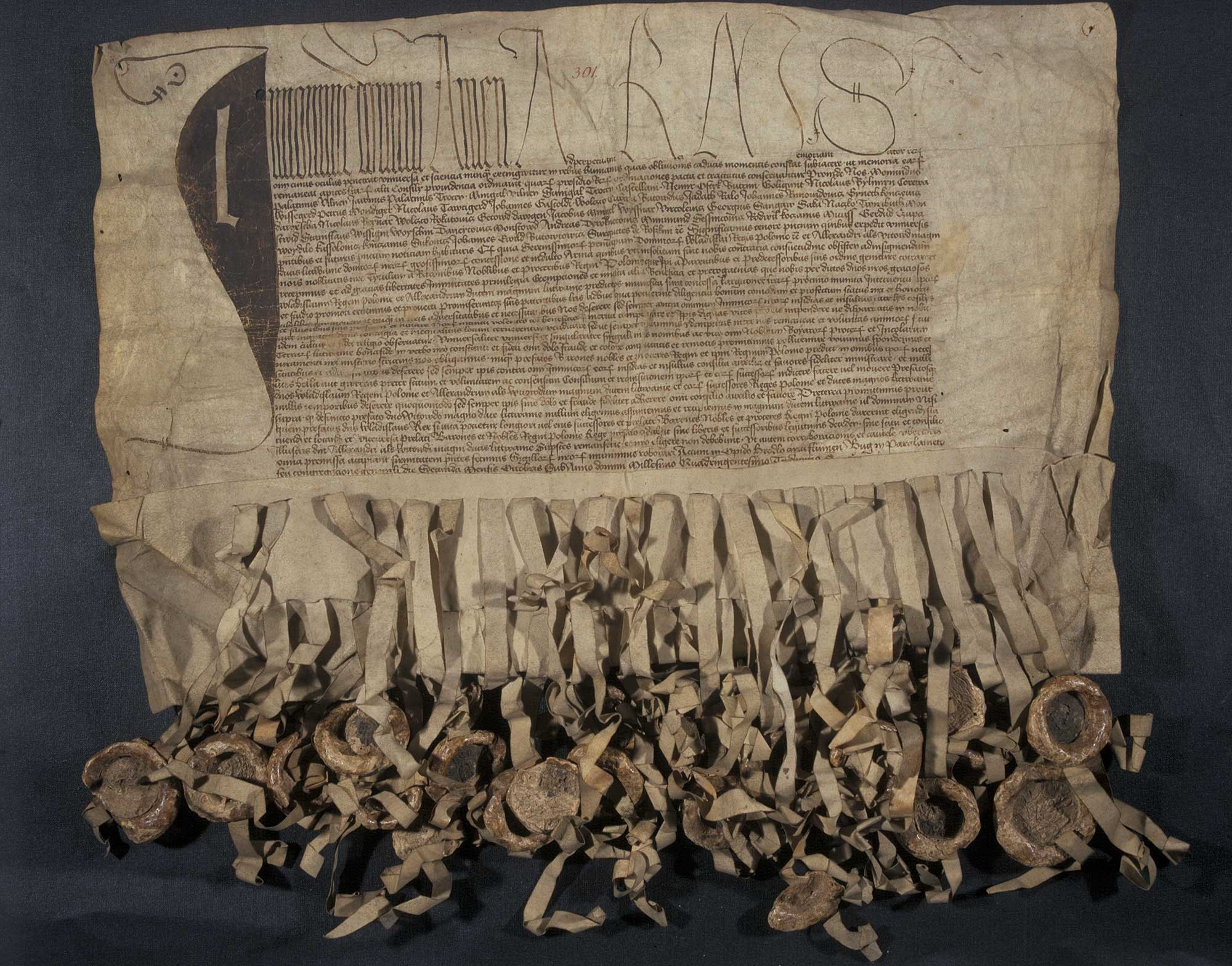
Акт Городельської унії 1413 р.

В 1413 р. польський король Владислав ІІ Ягайло та велики князь литовський і руський Вітовт досягли домовленості про уніфікацію систем обох держав, а також зрівняння польської і литовської шляхти в правах, які закріпили у вигляді Городельської унії. Литовські бояри прийняли католицьку віру і були адаптовані (прийняті до герба) польською шляхтою. Ян Бутрим одним з прийнятих під власний герб Топор польським шляхтичем Мацеєм з Вонсоші. Ця подія була зафіксована в донині збереженому документі підкріпленому печатками і підписами литовської шляхти, а в тому числі і Бутримом:
† ∙ 𝖘𝖔∙𝖎𝖔𝖇𝖎𝖘 ∙ [𝖇𝖚]𝖙𝖗𝖎𝖒 [𝖇𝖊 ∙ 𝖟] 𝖎𝖗𝖒𝖚𝖓𝖎∙
Надалі загадується в 1414 р. серед учасників походу на Пруссію, під час якого потрапив у полон до Тевтонського ордену. Через два роки, у 1416 р., він був у складі посольства короля Владислава ІІ Ягайла до Золотої Орди, а в 1418 р. очолив свиту Вітовта у супроводі делегатів до Констанцького собору.
В 1422 р. обіймав посаду смоленського намісника (старости). Підписант Мельнського миру. Після того востаннє згадується в 1426 р. Виходячи з того що в 1428 р. його син Юрій вже обіймав посаду батька — маршалка литовського, цілком імовірно що Ян Бутрим помер між 1426 і 1428 роками.

## Маєтності
Родинним маєтком Бутрима стали Жирмуни в Лідському повіті, які він набув в 1413 р. і по якій титулувався «з Жирмунів» (пол. z Żyrmunów). Недалеко від них ще на початку ХХ ст. існувало поселення Бутрими, а за кілька кілометрів також містечко Бутриманці які свідчать що вся ця околиця була у власності представників роду.

## Родина
Вперше згаданий з прізвищем Совичевич, яке через патронімічне походження довгий час давало підстави вважати що ім'я його батька — Сович або Сова. Втім пізніше виявилось що це також було прізвищем і його батька. Польський історик Владислав Семкович вважав що і Бутрим, і його батько мали однакове ім’я: Ян Бутрим був сином Бутрима Совичевича, і відповідно батьком якого був Сова.
В 1382 р. король Владислав II Ягайло наказав стратити батька Яна Бутрима, підозрюючи його у вбивстві свого поплічника на ім’я Войдило.
Був одружений з православною русинкою, яка відмовилась перейти в католицтво. Через що Бутрим звертався до папи по дозвіл скасувати шлюб.